# Mampara de baño

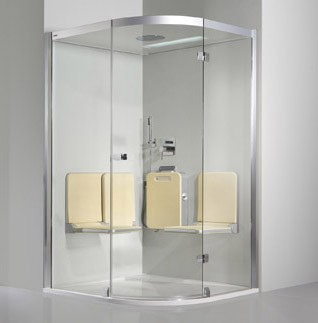
Mampara de ducha

Una mampara es una estructura divisoria de dos espacios. Habitualmente se asocia a las mamparas de baño, pero hay otras estructuras igual de conocidas, como son los biombos, las separadoras de despachos en oficinas de las empresas o las puertas de andén del metro.

## Etimología
Este vocabulario en su etimología viene del español antiguo mamparar, amparar y a su vez quizás proceda del latín «manu parāre» que quiere decir detener con la mano.

## Mampara de baño
Una mampara de baño consiste en una estructura transparente o traslúcida que sirve para separar el interior de la ducha o bañera del resto de la habitación.
La mampara está fabricada en cristal o en plástico traslúcido montado sobre una estructura rígida o de metal. Se puede elegir entre diferentes colores, desde el blanco, que es el más habitual, al cromado, tanto sin brillo como con brillo, aunque en este último se suelen notar más los posibles rayones y es un poco más caro que los otros acabados.
Su función es la de mantener seco el cuarto de baño al tomar una ducha, constituyendo una evolución elegante sobre las cortinas de plástico. Frente a éstas, las mamparas proporcionan una individualización más perfecta y más higiénica de la ducha al carecer de pliegues en los que se acumula el moho y son más fáciles de limpiar. Las mamparas son estructuras fijas, por lo que son más difíciles de montar que las cortinas, en las que tan solo hay que insertar unas argollas en una barra corredera.

## Tipos de mamparas de baño

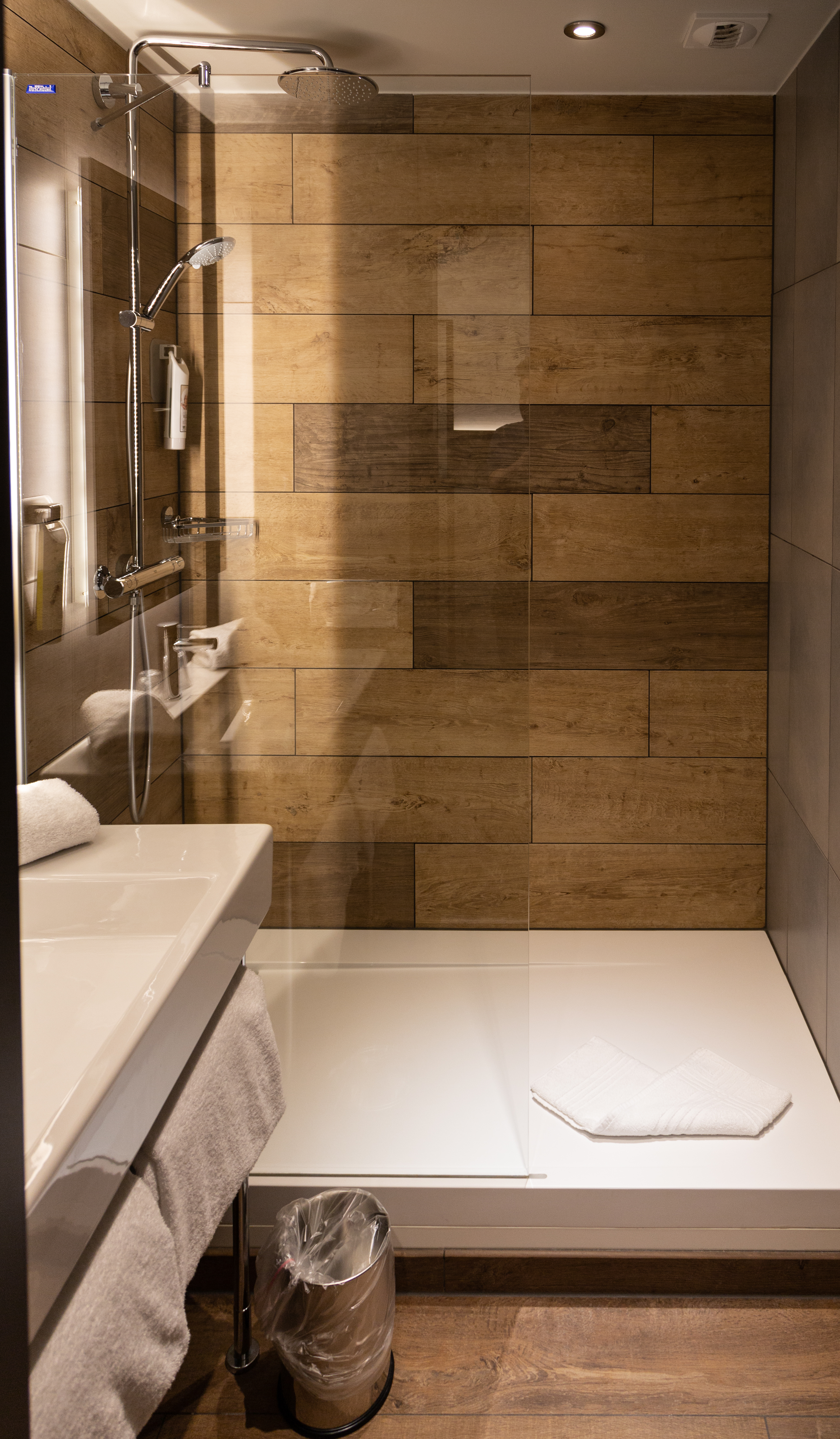
Mampara de hoja fija

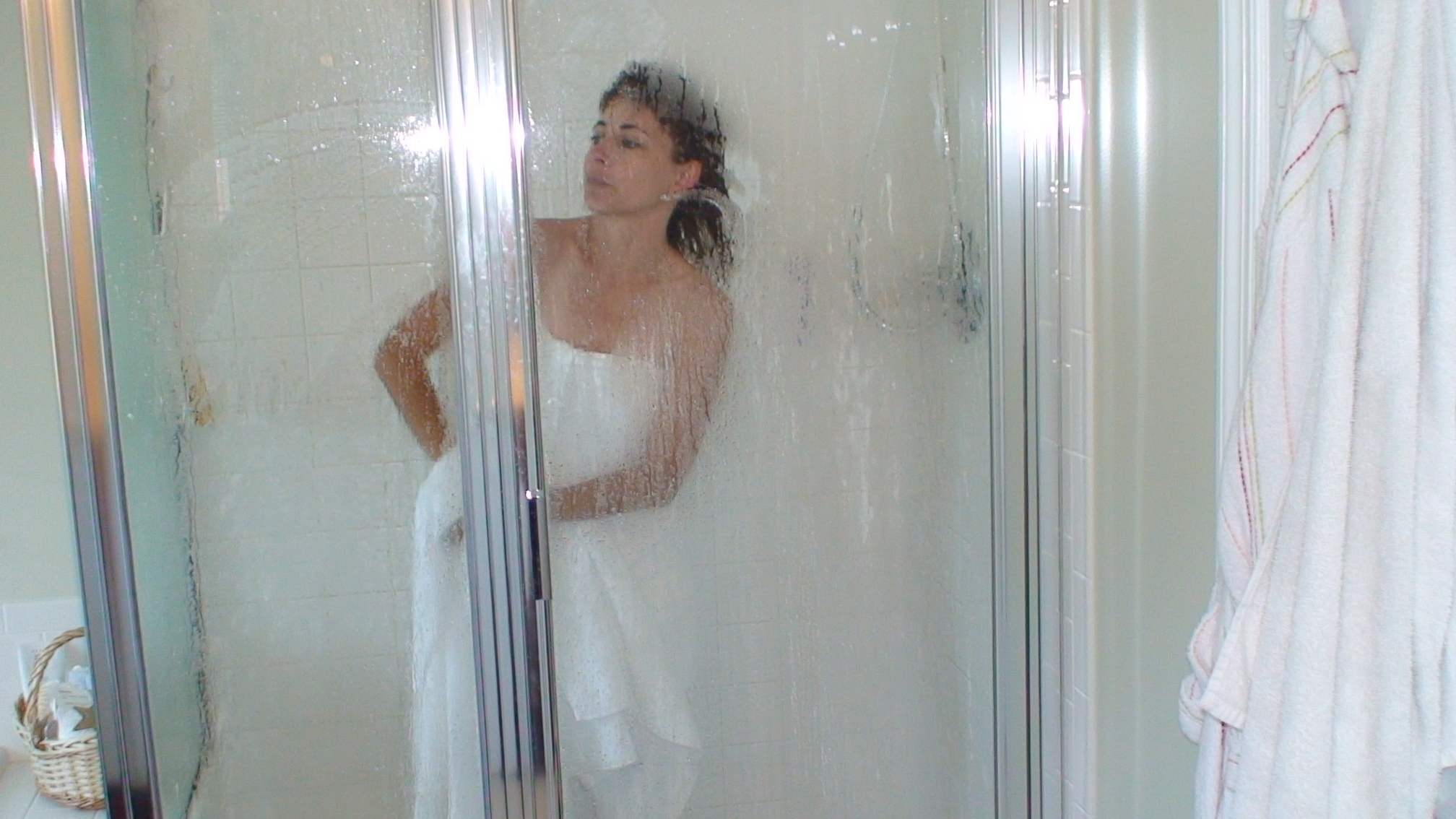
Mampara de hoja batiente

Las mamparas de baño se clasifican según el elemento que vayan a cubrir. Pueden ser para bañera o para plato de ducha.

### Una hoja fija
Son mamparas de sólo una hoja recta que se sujetan de un modo fijo en la pared con un perfil de aluminio, acero inoxidable o con herrajes fijos, y que cubre la zona de la ducha, es decir, tienen por objetivo tapar sólo una parte del total de la bañera, aproximadamente la mitad.

### Una hoja batiente
Este tipo de mamparas son iguales que las fijas tanto en medidas, la diferencia es que esta hoja se mueve sobre el eje desde la pared, permitiéndonos así un mejor acceso a la bañera. Son abatibles tanto hacia dentro como hacia fuera de la bañera.
Pueden estar sujetas con un perfil de aluminio o con bisagras.

### Hojas plegables
Estas mamparas constan de dos o más hojas que se despliegan, si no las utilizamos se pueden plegar unas sobre otras, dejando más espacio libre descubierto.

### Hojas correderas

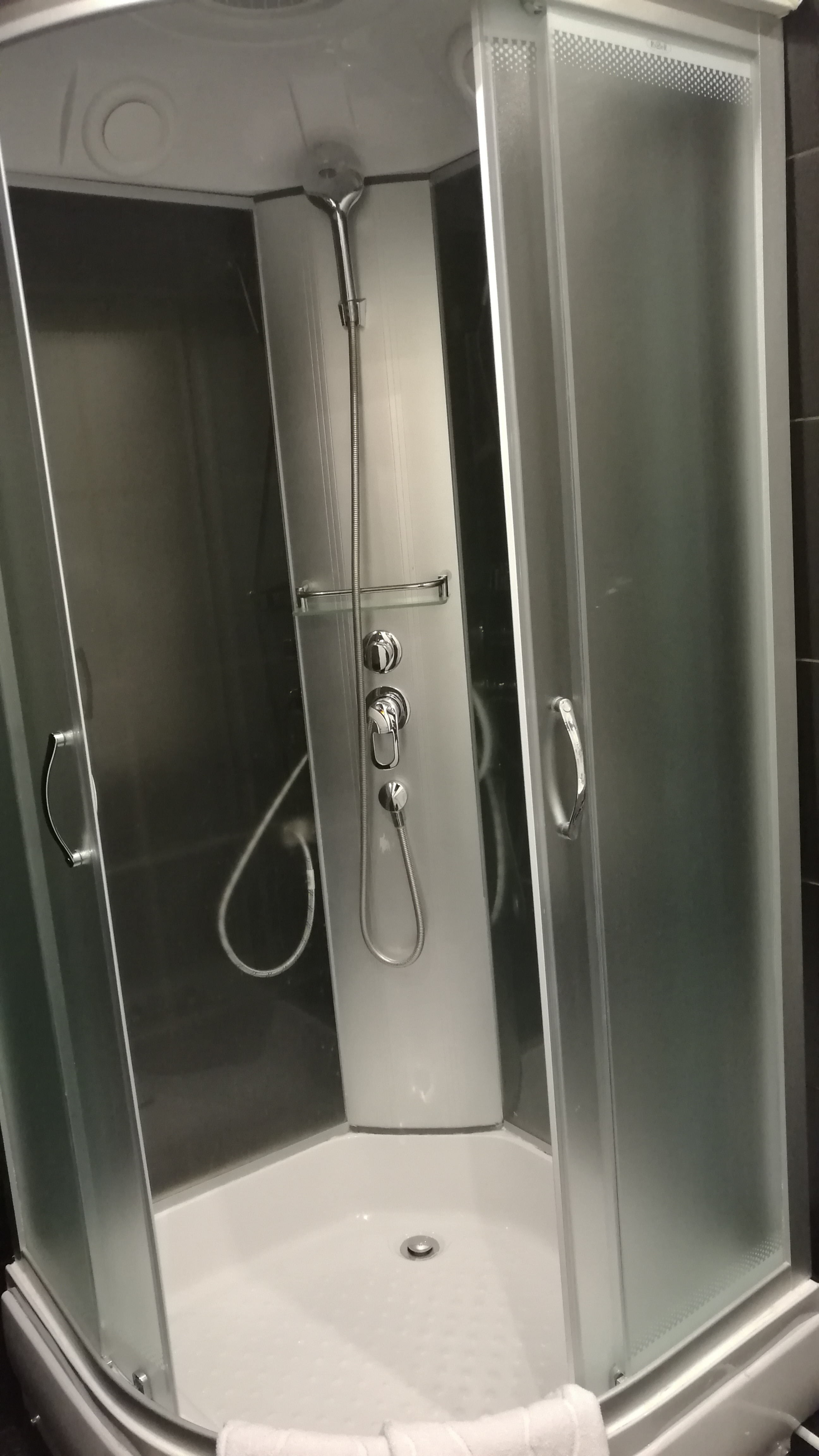
Mampara de hojas correderas

Cubren la totalidad del largo de la bañera y se superponen, solapándose entre ellas. Permiten un buen acceso a la bañera y buena estanqueidad de la zona de baño o ducha. La zona de apertura viene dada según la zona por la que entremos; encontraremos diferentes tipos de combinación, entre puertas correderas y fijas.
Desde el punto de vista decorativo, los modelos tradicionales presentan líneas rectas que cubren el perímetro de la bañera. Las que se adaptan a duchas rinconeras sin embargo, pueden adoptar formas curvas. Una tendencia actual es la de cubrir tan solo la parte de la bañera donde se ubica la ducha y no todo el lateral de la misma. De este modo, se facilita la entrada y salida a la misma así como el proceso de limpieza.

### Mamparas enrollables
Disponibles tanto para duchas como para bañeras.
Abren y cierran totalmente el ancho de la ducha o bañera y están formadas por dos elementos:
- El marco que delimita el espacio a cerrar, formado por dos perfiles verticales y dos guías horizontales.
- El cartucho que contiene la lámina enrollable, el cual puede formar parte de uno de los perfiles verticales o ser una pieza independiente (permitiendo su recambio, en caso de deterioro de la lámina que contiene).

Los perfiles verticales pueden fijarse a las paredes de dos formas:
- Con tornillos (para lo cual es necesario taladrar las paredes).
- Con adhesivos a doble cara, que vienen colocados de fábrica en los mismos.

Las guías horizontales pueden ser:
- De tamaño fijo (en cuyo caso han de ser cortadas a medida del espacio a cerrar).
- Extensibles (adaptándose fácilmente al ancho de la ducha o bañera).

El cartucho suele contar con unos cepillos a lo largo de los dos lados de la entrada de la lámina. Estos cepillos impiden la entrada de agua y suciedad en el cartucho y facilitan la limpieza y conservación de la lámina enrollable.
La lámina enrollable:
- Puede enrollarse y desenrollarse completamente, para abrir o cerrar totalmente el acceso a la ducha o bañera.
- Suele estar hecha en poliéster translúcido antiestático de alta resistencia (Norma ISO 9001).
- Puede adquirirse sin serigrafiar o serigrafiada (con diseños facilitados por el fabricante o con imágenes facilitadas por el comprador).